# Rynek w Koniecpolu

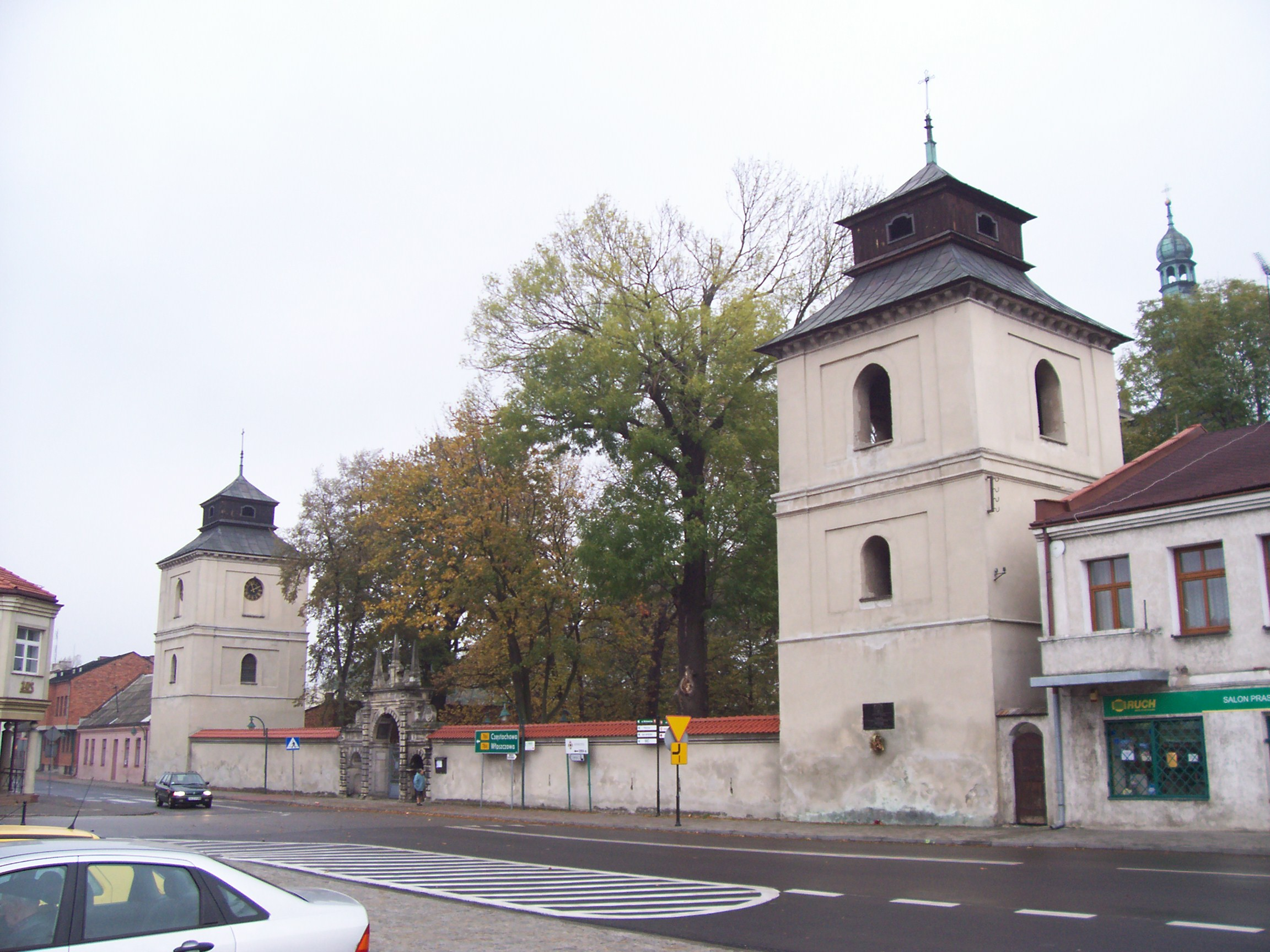
Fragment rynku z terenem kościelnym

Rynek w Koniecpolu – centrum założenia miejskiego Koniecpola w powiecie częstochowskim.
Koniecpolski rynek jest placem o stosunkowo dużej powierzchni, podzielonym na kilka stref publicznych. W ciągu XX w. nie uległ znaczącym zmianom przestrzennym, a jego pierzeje pozostają zabudowane od początku XIX w. (budynki jedno- i dwukondygnacyjne). Po 1989 dokonano nielicznych uzupełnień urbanistycznych o harmonijnej skali dostosowanej do otoczenia. Większość budynków powstała po pożarze miasta w 1879 (przetrwał jeden dom XVIII-wieczny). W północno-wschodnim narożniku usytuowany jest kościół Świętej Trójcy, nieco cofnięty w głąb działki. Po 1945 r. na placu wprowadzono zieleń, wcześniej tam nieobecną (targ). W 2003 r. w centrum placu ustawiono pomnik z okazji 560. rocznicy nadania Koniecpolowi praw miejskich. Oprócz niego mała architektura rynku to ławki, stoliki do gry w szachy i zegar słoneczny.